# ام‌وی پایونیر (۱۹۷۴)
ام‌وی پایونیر (۱۹۷۴) (به انگلیسی: MV Pioneer (1974)) یک کشتی است که طول آن ۶۷٫۴۷ متر (۲۲۱ فوت) می‌باشد. این کشتی در سال ۱۹۷۴ ساخته شد.